# ابن عبسين
عبد الله بن محمد بن حسن بن محمد بن أحمد بن عبسين (المتوفى 908 هـ) قاض وفقيه شافعي. تولى القضاء بمدينة الشحر، وتصدر للفتوى والتدريس بها، وتخرج به كثير من الطلبة. وله فتاوى كثيرة انتشرت في الجهات، وكتابات على بعض الكتب. كان حسن الخط، ينسخ المصاحف بخط ظاهر مبين، ويجتهد في ضبطها وتصحيح رسمها، وكتب نحو خمسين مصحفًا.
ومن مناقبه أنه اختلف هو ومحمد بن عمر بحرق في مسألة في الفقه، وطال النزاع بينهما حتى اشتهر بين الناس، فجاء ابن عبسين إلى الفقيه بحرق ومعه كتاب «الروضة» للنووي، فأوقفه على المسألة، فرجع إلى قوله. ثم إن الفقيه بحرق صعد المنبر وخطب وقال: "ألا إن المسألة التي اختلفت فيها أنا والقاضي ابن عبسين وجدت الحق فيها معه". وفيها ما يدل على غزارة علمه وكثرة اطلاعه، وعلى تواضع الفقيه بحرق وإنصافه من نفسه، واعترافه بالحق ورجوعه إليه.